# NGC 616
NGC 616 je dvojna zvijezda u zviježđu Trokutu.

## Vanjske poveznice
- SEDS: NGC 0616